# Liste des membres de la 1ère Assemblée d'Irlande du Nord
Voici une liste des 108 membres de la première Assemblée d'Irlande du Nord, la législature décentralisée monocamérale d'Irlande du Nord établie par l' Accord du Vendredi Saint. Les membres (membres de plein droit de l'Assemblée législative, MLAs) élus en juin 1998 sont répertoriés, ainsi que ceux cooptés par la suite pour remplacer ceux qui avaient démissionné ou sont décédés. Les MLAs sont regroupés par parti et les changements d'affiliation au parti sont notés.

## Points forts du parti
| Parti                          | Parti                              | Désignation  | Juin 1998 élection | Oct 2002 Fin |
| ------------------------------ | ---------------------------------- | ------------ | ------------------ | ------------ |
| ●                              | Ulster Unionist Party              | Unioniste    | 28                 | 27           |
| ●                              | Social Democratic and Labour Party | Nationalist  | 24                 | 23           |
| ●                              | Democratic Unionist Party          | Unioniste    | 20                 | 20           |
| ●                              | Sinn Féin                          | Nationaliste | 18                 | 18           |
|                                | Alliance Party                     | Autre        | 6                  | 5            |
|                                | UK Unionist Party                  | Unioniste    | 5                  | 1            |
|                                | Progressive Unionist Party         | Unioniste    | 2                  | 2            |
|                                | Northern Ireland Women's Coalition | Autre        | 2                  | 2            |
|                                | United Unionist Coalition          | Unioniste    | -                  | 3            |
|                                | Northern Ireland Unionist Party    | Unioniste    | -                  | 3            |
|                                | Independent                        | Nationaliste | 0                  | 1            |
|                                | Independent                        | Unioniste    | 3                  | 2            |
|                                | Speaker                            | Aucun        | 0                  | 1            |
| Totaux par désignation         | Totaux par désignation             | Unionist     | 58                 | 58           |
| Totaux par désignation         | Totaux par désignation             | Nationalist  | 42                 | 42           |
| Totaux par désignation         | Totaux par désignation             | Other        | 8                  | 5            |
| Totaux par désignation         | Totaux par désignation             | None         | 0                  | 1            |
| Total                          | Total                              | Total        | 108                | 108          |
| ● = Exécutif d'Irlande du Nord |                                    |              |                    |              |

### Représentation graphique

Aux élections, 25 juin 1998
1er juillet au 21 septembre 1998
18 octobre 2003 jusqu'à la fin

Ce n'est pas le plan de salle officiel.

## MLAs par parti
Voici une liste des MLAs élus à l'Assemblée d'Irlande du Nord lors des élections de 1998 à l'Assemblée d'Irlande du Nord, triés par parti.
| Parti                 | Parti                                   | Nom                        | Circonscription  |
| --------------------- | --------------------------------------- | -------------------------- | ---------------- |
|                       | Ulster Unionist Party (26)              | Ian Adamson                | Belfast East     |
| Billy Armstrong       | Ulster Unionist Party (26)              | Mid Ulster                 |                  |
| Roy Beggs, Jr.        | Ulster Unionist Party (26)              | East Antrim                |                  |
| Billy Bell            | Ulster Unionist Party (26)              | Lagan Valley               |                  |
| Esmond Birnie         | Ulster Unionist Party (26)              | Belfast South              |                  |
| Fred Cobain           | Ulster Unionist Party (26)              | Belfast North              |                  |
| Robert Coulter        | Ulster Unionist Party (26)              | North Antrim               |                  |
| Joan Carson           | Ulster Unionist Party (26)              | Fermanagh and South Tyrone |                  |
| Ivan Davis            | Ulster Unionist Party (26)              | Lagan Valley               |                  |
| Reg Empey             | Ulster Unionist Party (26)              | Belfast East               |                  |
| Sam Foster            | Ulster Unionist Party (26)              | Fermanagh and South Tyrone |                  |
| John Gorman           | Ulster Unionist Party (26)              | North Down                 |                  |
| Tom Hamilton †        | Ulster Unionist Party (26)              | Strangford                 |                  |
| Derek Hussey          | Ulster Unionist Party (26)              | West Tyrone                |                  |
| Danny Kennedy         | Ulster Unionist Party (26)              | Newry and Armagh           |                  |
| James Leslie          | Ulster Unionist Party (26)              | North Antrim               |                  |
| David McClarty        | Ulster Unionist Party (26)              | East Londonderry           |                  |
| Alan McFarland        | Ulster Unionist Party (26)              | North Down                 |                  |
| Michael McGimpsey     | Ulster Unionist Party (26)              | Belfast South              |                  |
| Dermot Nesbitt        | Ulster Unionist Party (26)              | South Down                 |                  |
| Duncan Shipley-Dalton | Ulster Unionist Party (26)              | South Antrim               |                  |
| Ken Robinson          | Ulster Unionist Party (26)              | East Antrim                |                  |
| George Savage         | Ulster Unionist Party (26)              | Upper Bann                 |                  |
| John Taylor           | Ulster Unionist Party (26)              | Strangford                 |                  |
| David Trimble         | Ulster Unionist Party (26)              | Upper Bann                 |                  |
| Jim Wilson            | Ulster Unionist Party (26)              | South Antrim               |                  |
|                       | Social Democratic and Labour Party (23) | Alex Attwood               | Belfast West     |
| P. J. Bradley         | Social Democratic and Labour Party (23) | South Down                 |                  |
| Joe Byrne             | Social Democratic and Labour Party (23) | West Tyrone                |                  |
| Michael Coyle †       | Social Democratic and Labour Party (23) | East Londonderry           |                  |
| John Dallat           | Social Democratic and Labour Party (23) | East Londonderry           |                  |
| Mark Durkan           | Social Democratic and Labour Party (23) | Foyle                      |                  |
| Sean Farren           | Social Democratic and Labour Party (23) | North Antrim               |                  |
| John Fee              | Social Democratic and Labour Party (23) | Newry and Armagh           |                  |
| Tommy Gallagher       | Social Democratic and Labour Party (23) | Fermanagh and South Tyrone |                  |
| Carmel Hanna          | Social Democratic and Labour Party (23) | Belfast South              |                  |
| Denis Haughey         | Social Democratic and Labour Party (23) | Mid Ulster                 |                  |
| Joe Hendron           | Social Democratic and Labour Party (23) | Belfast West               |                  |
| Patricia Lewsley      | Social Democratic and Labour Party (23) | Lagan Valley               |                  |
| Alban Maginness       | Social Democratic and Labour Party (23) | Belfast North              |                  |
| Seamus Mallon         | Social Democratic and Labour Party (23) | Newry and Armagh           |                  |
| Donovan McClelland    | Social Democratic and Labour Party (23) | South Antrim               |                  |
| Alasdair McDonnell    | Social Democratic and Labour Party (23) | Belfast South              |                  |
| Eddie McGrady         | Social Democratic and Labour Party (23) | South Down                 |                  |
| Eugene McMenamin      | Social Democratic and Labour Party (23) | West Tyrone                |                  |
| Danny O'Connor        | Social Democratic and Labour Party (23) | East Antrim                |                  |
| Eamon O'Neill         | Social Democratic and Labour Party (23) | South Down                 |                  |
| Bríd Rodgers          | Social Democratic and Labour Party (23) | Upper Bann                 |                  |
| John Tierney          | Social Democratic and Labour Party (23) | Foyle                      |                  |
|                       | Democratic Unionist Party (21)          | Paul Berry                 | Newry and Armagh |
| Gregory Campbell      | Democratic Unionist Party (21)          | East Londonderry           |                  |
| Mervyn Carrick        | Democratic Unionist Party (21)          | Upper Bann                 |                  |
| Wilson Clyde          | Democratic Unionist Party (21)          | South Antrim               |                  |
| Nigel Dodds           | Democratic Unionist Party (21)          | Belfast North              |                  |
| Oliver Gibson         | Democratic Unionist Party (21)          | West Tyrone                |                  |
| William Hay           | Democratic Unionist Party (21)          | Foyle                      |                  |
| David Hilditch        | Democratic Unionist Party (21)          | East Antrim                |                  |
| William McCrea        | Democratic Unionist Party (21)          | Mid Ulster                 |                  |
| Maurice Morrow        | Democratic Unionist Party (21)          | Fermanagh and South Tyrone |                  |
| Ian Paisley           | Democratic Unionist Party (21)          | North Antrim               |                  |
| Ian Paisley Jr        | Democratic Unionist Party (21)          | North Antrim               |                  |
| Edwin Poots           | Democratic Unionist Party (21)          | Lagan Valley               |                  |
| Iris Robinson         | Democratic Unionist Party (21)          | Strangford                 |                  |
| Mark Robinson         | Democratic Unionist Party (21)          | Belfast South              |                  |
| Peter Robinson        | Democratic Unionist Party (21)          | Belfast East               |                  |
| Jim Shannon           | Democratic Unionist Party (21)          | Strangford                 |                  |
| Denis Watson ‡        | Democratic Unionist Party (21)          | Upper Bann                 |                  |
| Peter Weir ‡          | Democratic Unionist Party (21)          | North Down                 |                  |
| Jim Wells             | Democratic Unionist Party (21)          | South Down                 |                  |
| Sammy Wilson          | Democratic Unionist Party (21)          | Belfast East               |                  |
|                       | Sinn Féin (18)                          | Gerry Adams                | Belfast West     |
| Bairbre de Brún       | Sinn Féin (18)                          | Belfast West               |                  |
| Pat Doherty           | Sinn Féin (18)                          | West Tyrone                |                  |
| Michelle Gildernew    | Sinn Féin (18)                          | Fermanagh and South Tyrone |                  |
| Gerry Kelly           | Sinn Féin (18)                          | Belfast North              |                  |
| John Kelly            | Sinn Féin (18)                          | Mid Ulster                 |                  |
| Alex Maskey           | Sinn Féin (18)                          | Belfast West               |                  |
| Barry McElduff        | Sinn Féin (18)                          | West Tyrone                |                  |
| Martin McGuinness     | Sinn Féin (18)                          | Mid Ulster                 |                  |
| Gerry McHugh          | Sinn Féin (18)                          | Fermanagh and South Tyrone |                  |
| Mitchel McLaughlin    | Sinn Féin (18)                          | Foyle                      |                  |
| Pat McNamee           | Sinn Féin (18)                          | Newry and Armagh           |                  |
| Francie Molloy        | Sinn Féin (18)                          | Mid Ulster                 |                  |
| Conor Murphy          | Sinn Féin (18)                          | Newry and Armagh           |                  |
| Mick Murphy           | Sinn Féin (18)                          | South Down                 |                  |
| Mary Nelis            | Sinn Féin (18)                          | Foyle                      |                  |
| Dara O'Hagan          | Sinn Féin (18)                          | Upper Bann                 |                  |
| Sue Ramsey            | Sinn Féin (18)                          | Belfast West               |                  |
|                       | Alliance Party of Northern Ireland (5)  | Eileen Bell                | North Down       |
| Seamus Close          | Alliance Party of Northern Ireland (5)  | Lagan Valley               |                  |
| David Ford            | Alliance Party of Northern Ireland (5)  | South Antrim               |                  |
| Kieran McCarthy       | Alliance Party of Northern Ireland (5)  | Strangford                 |                  |
| Seán Neeson           | Alliance Party of Northern Ireland (5)  | East Antrim                |                  |
|                       | Progressive Unionist Party (2)          | David Ervine               | Belfast East     |
| Billy Hutchinson      | Progressive Unionist Party (2)          | Belfast North              |                  |
|                       | Northern Ireland Women's Coalition (2)  | Monica McWilliams          | Belfast South    |
| Jane Morrice          | Northern Ireland Women's Coalition (2)  | North Down                 |                  |
|                       | UK Unionist Party (2)                   | Pauline Armitage ‡         | East Londonderry |
| Robert McCartney      | UK Unionist Party (2)                   | North Down                 |                  |
|                       | Northern Ireland Unionist Party (3)     | Norman Boyd ‡              | South Antrim     |
| Patrick Roche ‡       | Northern Ireland Unionist Party (3)     | Lagan Valley               |                  |
| Cedric Wilson ‡       | Northern Ireland Unionist Party (3)     | Strangford                 |                  |
|                       | United Unionist Coalition (2)           | Fraser Agnew ‡             | Belfast North    |
| Boyd Douglas ‡        | United Unionist Coalition (2)           | East Londonderry           |                  |
|                       | Independent Unionist (2)                | Roger Hutchinson ‡         | East Antrim      |
| Gardiner Kane ‡       | Independent Unionist (2)                | North Antrim               |                  |
|                       | Independent Nationalist (1)             | Annie Courtney †‡          | Foyle            |
|                       | Speaker (1)                             | John Alderdice ‡           | Belfast East     |

† Coopté pour remplacer un MLA élu
‡ Changement d'affiliation en cours de mandat

## MLAs par circonscription
La liste est donnée par ordre alphabétique par circonscription.
| Membres de la 1ère Assemblée d'Irlande du Nord | Membres de la 1ère Assemblée d'Irlande du Nord | Membres de la 1ère Assemblée d'Irlande du Nord | Membres de la 1ère Assemblée d'Irlande du Nord |
| Circonscription                                | Nom                                            | Parti                                          | Parti                                          |
| ---------------------------------------------- | ---------------------------------------------- | ---------------------------------------------- | ---------------------------------------------- |
| Belfast East                                   | Ian Adamson                                    |                                                | Ulster Unionist Party                          |
| Belfast East                                   | John Alderdice ‡                               |                                                | Speaker                                        |
| Belfast East                                   | Reg Empey                                      |                                                | Ulster Unionist Party                          |
| Belfast East                                   | David Ervine                                   |                                                | Progressive Unionist Party                     |
| Belfast East                                   | Peter Robinson                                 |                                                | Democratic Unionist Party                      |
| Belfast East                                   | Sammy Wilson                                   |                                                | Democratic Unionist Party                      |
| Belfast North                                  | Fraser Agnew ‡                                 |                                                | United Unionist Coalition                      |
| Belfast North                                  | Fred Cobain                                    |                                                | Ulster Unionist Party                          |
| Belfast North                                  | Nigel Dodds                                    |                                                | Democratic Unionist Party                      |
| Belfast North                                  | Billy Hutchinson                               |                                                | Progressive Unionist Party                     |
| Belfast North                                  | Gerry Kelly                                    |                                                | Sinn Féin                                      |
| Belfast North                                  | Alban Maginness                                |                                                | Social Democratic and Labour Party             |
| Belfast South                                  | Esmond Birnie                                  |                                                | Ulster Unionist Party                          |
| Belfast South                                  | Carmel Hanna                                   |                                                | Social Democratic and Labour Party             |
| Belfast South                                  | Alasdair McDonnell                             |                                                | Social Democratic and Labour Party             |
| Belfast South                                  | Michael McGimpsey                              |                                                | Ulster Unionist Party                          |
| Belfast South                                  | Monica McWilliams                              |                                                | Northern Ireland Women's Coalition             |
| Belfast South                                  | Mark Robinson                                  |                                                | Democratic Unionist Party                      |
| Belfast West                                   | Gerry Adams                                    |                                                | Sinn Féin                                      |
| Belfast West                                   | Alex Attwood                                   |                                                | Social Democratic and Labour Party             |
| Belfast West                                   | Bairbre de Brún                                |                                                | Sinn Féin                                      |
| Belfast West                                   | Joe Hendron                                    |                                                | Social Democratic and Labour Party             |
| Belfast West                                   | Alex Maskey                                    |                                                | Sinn Féin                                      |
| Belfast West                                   | Sue Ramsey                                     |                                                | Sinn Féin                                      |
| East Antrim                                    | Roy Beggs, Jr.                                 |                                                | Ulster Unionist Party                          |
| East Antrim                                    | Sean Neeson                                    |                                                | Alliance Party of Northern Ireland             |
| East Antrim                                    | David Hilditch                                 |                                                | Democratic Unionist Party                      |
| East Antrim                                    | Roger Hutchinson ‡                             |                                                | Independent Unionist                           |
| East Antrim                                    | Danny O'Connor                                 |                                                | Social Democratic and Labour Party             |
| East Antrim                                    | Ken Robinson                                   |                                                | Ulster Unionist Party                          |
| East Londonderry                               | Pauline Armitage ‡                             |                                                | United Kingdom Unionist Party                  |
| East Londonderry                               | Gregory Campbell                               |                                                | Democratic Unionist Party                      |
| East Londonderry                               | Michael Coyle †                                |                                                | Social Democratic and Labour Party             |
| East Londonderry                               | John Dallat                                    |                                                | Social Democratic and Labour Party             |
| East Londonderry                               | Boyd Douglas ‡                                 |                                                | United Unionist Coalition                      |
| East Londonderry                               | David McClarty                                 |                                                | Ulster Unionist Party                          |
| Fermanagh and South Tyrone                     | Joan Carson                                    |                                                | Ulster Unionist Party                          |
| Fermanagh and South Tyrone                     | Sam Foster                                     |                                                | Ulster Unionist Party                          |
| Fermanagh and South Tyrone                     | Tommy Gallagher                                |                                                | Social Democratic and Labour Party             |
| Fermanagh and South Tyrone                     | Michelle Gildernew                             |                                                | Sinn Féin                                      |
| Fermanagh and South Tyrone                     | Gerry McHugh                                   |                                                | Sinn Féin                                      |
| Fermanagh and South Tyrone                     | Maurice Morrow                                 |                                                | Democratic Unionist Party                      |
| Foyle                                          | Annie Courtney †‡                              |                                                | Independent Nationalist                        |
| Foyle                                          | Mark Durkan                                    |                                                | Social Democratic and Labour Party             |
| Foyle                                          | William Hay                                    |                                                | Democratic Unionist Party                      |
| Foyle                                          | Mitchel McLaughlin                             |                                                | Sinn Féin                                      |
| Foyle                                          | Mary Nelis                                     |                                                | Sinn Féin                                      |
| Foyle                                          | John Tierney                                   |                                                | Social Democratic and Labour Party             |
| Lagan Valley                                   | Billy Bell                                     |                                                | Ulster Unionist Party                          |
| Lagan Valley                                   | Seamus Close                                   |                                                | Alliance Party of Northern Ireland             |
| Lagan Valley                                   | Ivan Davis                                     |                                                | Ulster Unionist Party                          |
| Lagan Valley                                   | Patricia Lewsley                               |                                                | Social Democratic and Labour Party             |
| Lagan Valley                                   | Edwin Poots                                    |                                                | Democratic Unionist Party                      |
| Lagan Valley                                   | Patrick Roche ‡                                |                                                | Northern Ireland Unionist Party                |
| Mid Ulster                                     | Billy Armstrong                                |                                                | Ulster Unionist Party                          |
| Mid Ulster                                     | Denis Haughey                                  |                                                | Social Democratic and Labour Party             |
| Mid Ulster                                     | John Kelly                                     |                                                | Sinn Féin                                      |
| Mid Ulster                                     | William McCrea                                 |                                                | Democratic Unionist Party                      |
| Mid Ulster                                     | Martin McGuinness                              |                                                | Sinn Féin                                      |
| Mid Ulster                                     | Francie Molloy                                 |                                                | Sinn Féin                                      |
| Newry and Armagh                               | Paul Berry                                     |                                                | Democratic Unionist Party                      |
| Newry and Armagh                               | John Fee                                       |                                                | Social Democratic and Labour Party             |
| Newry and Armagh                               | Danny Kennedy                                  |                                                | Ulster Unionist Party                          |
| Newry and Armagh                               | Pat McNamee                                    |                                                | Sinn Féin                                      |
| Newry and Armagh                               | Conor Murphy                                   |                                                | Sinn Féin                                      |
| Newry and Armagh                               | Seamus Mallon                                  |                                                | Social Democratic and Labour Party             |
| North Antrim                                   | Robert Coulter                                 |                                                | Ulster Unionist Party                          |
| North Antrim                                   | Sean Farren                                    |                                                | Social Democratic and Labour Party             |
| North Antrim                                   | Gardiner Kane ‡                                |                                                | Independent Unionist                           |
| North Antrim                                   | James Leslie                                   |                                                | Ulster Unionist Party                          |
| North Antrim                                   | Ian Paisley                                    |                                                | Democratic Unionist Party                      |
| North Antrim                                   | Ian Paisley Jr                                 |                                                | Democratic Unionist Party                      |
| North Down                                     | Eileen Bell                                    |                                                | Alliance Party of Northern Ireland             |
| North Down                                     | John Gorman                                    |                                                | Ulster Unionist Party                          |
| North Down                                     | Robert McCartney                               |                                                | United Kingdom Unionist Party                  |
| North Down                                     | Alan McFarland                                 |                                                | Ulster Unionist Party                          |
| North Down                                     | Jane Morrice                                   |                                                | Northern Ireland Women's Coalition             |
| North Down                                     | Peter Weir ‡                                   |                                                | Democratic Unionist Party                      |
| South Antrim                                   | Norman Boyd ‡                                  |                                                | Northern Ireland Unionist Party                |
| South Antrim                                   | Wilson Clyde                                   |                                                | Democratic Unionist Party                      |
| South Antrim                                   | David Ford                                     |                                                | Alliance Party of Northern Ireland             |
| South Antrim                                   | Donovan McClelland                             |                                                | Social Democratic and Labour Party             |
| South Antrim                                   | Duncan Shipley-Dalton                          |                                                | Ulster Unionist Party                          |
| South Antrim                                   | Jim Wilson                                     |                                                | Ulster Unionist Party                          |
| South Down                                     | P. J. Bradley                                  |                                                | Social Democratic and Labour Party             |
| South Down                                     | Dermot Nesbitt                                 |                                                | Ulster Unionist Party                          |
| South Down                                     | Eddie McGrady                                  |                                                | Social Democratic and Labour Party             |
| South Down                                     | Mick Murphy                                    |                                                | Sinn Féin                                      |
| South Down                                     | Eamon O'Neill                                  |                                                | Social Democratic and Labour Party             |
| South Down                                     | Jim Wells                                      |                                                | Democratic Unionist Party                      |
| Strangford                                     | Tom Hamilton †                                 |                                                | Ulster Unionist Party                          |
| Strangford                                     | Kieran McCarthy                                |                                                | Alliance Party of Northern Ireland             |
| Strangford                                     | Iris Robinson                                  |                                                | Democratic Unionist Party                      |
| Strangford                                     | Jim Shannon                                    |                                                | Democratic Unionist Party                      |
| Strangford                                     | John Taylor                                    |                                                | Ulster Unionist Party                          |
| Strangford                                     | Cedric Wilson ‡                                |                                                | Northern Ireland Unionist Party                |
| Upper Bann                                     | Mervyn Carrick                                 |                                                | Democratic Unionist Party                      |
| Upper Bann                                     | Dara O'Hagan                                   |                                                | Sinn Féin                                      |
| Upper Bann                                     | Bríd Rodgers                                   |                                                | Social Democratic and Labour Party             |
| Upper Bann                                     | George Savage                                  |                                                | Ulster Unionist Party                          |
| Upper Bann                                     | David Trimble                                  |                                                | Ulster Unionist Party                          |
| Upper Bann                                     | Denis Watson ‡                                 |                                                | Democratic Unionist Party                      |
| West Tyrone                                    | Joe Byrne                                      |                                                | Social Democratic and Labour Party             |
| West Tyrone                                    | Pat Doherty                                    |                                                | Sinn Féin                                      |
| West Tyrone                                    | Oliver Gibson                                  |                                                | Democratic Unionist Party                      |
| West Tyrone                                    | Derek Hussey                                   |                                                | Ulster Unionist Party                          |
| West Tyrone                                    | Barry McElduff                                 |                                                | Sinn Féin                                      |
| West Tyrone                                    | Eugene McMenamin                               |                                                | Social Democratic and Labour Party             |

† Coopté en remplacement d'un MLA élu
‡ Changement d'affiliation en cours de mandat

## Changements depuis l'élection

### † Co-options
| Date cooptation  | Circonscription  | Parti | Parti | Sortant        | Coopté         | Raison                  |
| ---------------- | ---------------- | ----- | ----- | -------------- | -------------- | ----------------------- |
| 11 Décembre 2000 | Foyle            |       | SDLP  | John Hume      | Annie Courtney | Démission de John Hume. |
| 22 Janvier 2001  | Strangford       |       | UUP   | Tom Benson     | Tom Hamilton   | Décès de Tom Benson.    |
| 9 Septembre 2002 | East Londonderry |       | SDLP  | Arthur Doherty | Michael Coyle  | Décès d'Arthur Doherty. |

### ‡ Changements d'affiliation
| Date              | Circonscription  | Nom              | Affiliation précédente | Affiliation précédente    | Nouvelle affiliation | Nouvelle affiliation      | Circonstance |
| ----------------- | ---------------- | ---------------- | ---------------------- | ------------------------- | -------------------- | ------------------------- | --- |
| 21 Septembre 1998 | Belfast North    | Fraser Agnew     |                        | Ind U                     |                      | United Unionist Coalition | Fraser Agnew a créé un nouveau parti politique pour accéder aux facilités fournies aux partis de l'Assemblée.                                                                            |
| 21 Septembre 1998 | East Londonderry | Boyd Douglas     |                        | Ind U                     |                      | United Unionist Coalition | Boyd Douglas a créé un nouveau parti politique pour accéder aux facilités fournies aux partis de l'Assemblée.                                                                            |
| 21 Septembre 1998 | Upper Bann       | Denis Watson     |                        | Ind U                     |                      | United Unionist Coalition | Denis Watson a créé un nouveau parti politique pour accéder aux facilités fournies aux partis de l'Assemblée.                                                                            |
| 4 Janvier 1999    | Strangford       | Cedric Wilson    |                        | UK Unionist               |                      | Ind U                     | Cedric Wilson a quitté l'UKUP en réponse aux propositions de Robert McCartney de démissionner de ses sièges à l'Assemblée en opposition à la participation du Sinn Féin à l'exécutif.    |
| 4 Janvier 1999    | South Antrim     | Norman Boyd      |                        | UK Unionist               |                      | Ind U                     | Norman Boyd a quitté l'UKUP en réponse aux propositions de Robert McCartney de démissionner de ses sièges à l'Assemblée en opposition à la participation du Sinn Féin à l'exécutif.      |
| 4 Janvier 1999    | Lagan Valley     | Patrick Roche    |                        | UK Unionist               |                      | Ind U                     | Patrick Roche a quitté l'UKUP en réponse aux propositions de Robert McCartney de démissionner de ses sièges à l'Assemblée en opposition à la participation du Sinn Féin à l'exécutif.    |
| 4 Janvier 1999    | East Antrim      | Roger Hutchinson |                        | UK Unionist               |                      | Ind U                     | Roger Hutchinson a quitté l'UKUP en réponse aux propositions de Robert McCartney de démissionner de ses sièges à l'Assemblée en opposition à la participation du Sinn Féin à l'exécutif. |
| 24 Mars 1999      | Strangford       | Cedric Wilson    |                        | Ind U                     |                      | NI Unionist               | Cedric Wilson a créé le NIUP après avoir récemment quitté l'UKUP. |
| 24 Mars 1999      | South Antrim     | Norman Boyd      |                        | Ind U                     |                      | NI Unionist               | Norman Boyd a créé le NIUP après avoir récemment quitté l'UKUP. |
| 24 Mars 1999      | Lagan Valley     | Patrick Roche    |                        | Ind U                     |                      | NI Unionist               | Patrick Roche a créé le NIUP après avoir récemment quitté l'UKUP. |
| 24 Mars 1999      | East Antrim      | Roger Hutchinson |                        | Ind U                     |                      | NI Unionist               | Roger Hutchinson a créé le NIUP après avoir récemment quitté l'UKUP. |
| 1 Décembre 1999   | East Antrim      | Roger Hutchinson |                        | NI Unionist               |                      | Ind U                     | Roger Hutchinson expulsé du NIUP pour avoir siégé aux commissions de l'Assemblée contre la politique du parti.                                                                           |
| 5 Juillet 2000    | Upper Bann       | Denis Watson     |                        | United Unionist Coalition |                      | DUP                       | Denis Watson a rejoint la DUP. |
| 2 Novembre 2001   | East Londonderry | Pauline Armitage |                        | UUP                       |                      | Ind U                     | Pauline Armitage suspendue de l'UUP pour avoir voté contre le whip du parti. |
| 9 Novembre 2001   | North Down       | Peter Weir       |                        | UUP                       |                      | Ind U                     | Peter Weir expulsé de l'UUP pour avoir refusé de soutenir la renomination de David Trimble au poste de Premier ministre.                                                                 |
| 1 Avril 2002      | East Antrim      | Roger Hutchinson |                        | Ind U                     |                      | DUP                       | Roger Hutchinson a rejoint le DUP. |
| 30 Avril 2002     | North Down       | Peter Weir       |                        | Ind U                     |                      | DUP                       | Peter Weir a rejoint le DUP. |
| 11 Novembre 2002  | North Antrim     | Gardiner Kane    |                        | DUP                       |                      | Ind U                     | Gardiner Kane a démissionné du DUP. |
| 1 Avril 2003      | Foyle            | Annie Courtney   |                        | SDLP                      |                      | Independent Nationalist   | Annie Courtney a démissionné du SDLP après n'avoir pas été re-sélectionnée par le parti comme candidate à l'élection de 2003 à l'Assemblée.                                              |
| 12 Juin 2003      | East Londonderry | Pauline Armitage |                        | Ind U                     |                      | UK Unionist               | Pauline Armitage a démissionné de son adhésion à l'UUP et a rejoint l'UKUP. |
| 18 Octobre 2003   | East Antrim      | Roger Hutchinson |                        | DUP                       |                      | Ind U                     | Roger Hutchinson a démissionné du DUP pour contester l'élection de l'Assemblée de 2003 en tant que indépendant.                                                                          |